# Polinyino
Polinyino (en aragonès i Poleñino en castellà) és un municipi aragonès situat a la província d'Osca i enquadrat a la comarca dels Monegres.